# ヘンリー・ボーフォート (枢機卿)
ヘンリー・ボーフォート（Henry Beaufort, 1375年頃 - 1447年4月11日）は、イングランドの聖職者、政治家である。ボーフォート枢機卿とも呼ばれる。父はイングランド王族のランカスター公ジョン・オブ・ゴーント、母は3番目の妻キャサリン・スウィンフォード。サマセット伯ジョン・ボーフォートは同母兄、エクセター公トマス・ボーフォートは同母弟、ウェストモーランド伯ラルフ・ネヴィルの妻ジョウン・ボーフォートは同母妹であり、ランカスター朝を興したヘンリー4世は異母兄に当たる。
ウィンチェスター司教、枢機卿、大法官と栄達を遂げ独自の派閥を形成する一方、百年戦争の方針に深く関わり和平派としてフランスとイングランドの和睦に全力を挙げ、反対する抗戦派と激しく対立した。

## 生涯

### 急速な出世
1397年、他の兄弟共々従兄のリチャード2世から嫡出と認められ、翌1398年にリンカン司教、1403年に大法官兼任と急速な出世を遂げたが、1404年にウィンチェスター司教へ転任、1405年に大法官を辞任した。1407年、異母兄ヘンリー4世から改めて嫡出と認められたが、王位継承権は排除された。
ヘンリー4世の治世、対フランス方針は弟トマス、甥ヘンリー王太子（後のヘンリー5世）と共にブルゴーニュ公国と手を組み北フランス遠征を主張、その際ヘンリー4世に退位を迫ったため、激怒したヘンリー4世により1411年に評議会から追われた。1413年に代わってヘンリー5世が即位すると大法官に復帰、1414年と1415年に議会でヘンリー5世のフランス遠征宣言を代弁するなど重用された。1417年、大法官を辞任してコンスタンツ公会議に出席、ローマ教皇マルティヌス5世の選出に尽力、恩賞として枢機卿を打診されたが、ヘンリー5世に反対され実現しなかった。

### 英仏両国の間を奔走
1422年に大甥ヘンリー6世が幼少で即位すると諮問会議（評議会）の一員に加わり、1424年に3度目の大法官となった。イングランドは摂政でヘンリー5世の弟ベッドフォード公ジョンがフランスへ赴いて不在のため、もう1人の弟グロスター公ハンフリーが代行（護国卿）となったが、彼の独走を抑えるため評議会の同意なしに権力を行使出来ないことにした。合わせて自派の官僚を評議会へ送り込んだためグロスター公と対立、1426年のベッドフォード公の仲裁（バット議会）も効果なく大法官を辞任（代わりに枢機卿を受諾）、ローマ亡命を余儀なくされた。
だが、評議会のボーフォート派の基盤は強固だったため、1428年にボーフォート枢機卿は帰国、グロスター公が枢機卿の讒言やボーフォート派の評議員を解任しても形勢は変わらず、1433年に評議会はボーフォート派の評議員復帰で優勢な状態で決着、1437年のヘンリー6世親政開始でボーフォート派は国王の信任の下実権を握った。
一方、ジャンヌ・ダルクの活躍で急速に劣勢になり始めたフランス戦線を押し止めるためフランスとイングランドを行き来していた。1429年7月、ベッドフォード公の援軍要請に応じてイングランドから2500名をカレー経由でパリへ派遣、1430年に捕らえたジャンヌの身柄引き渡しをベッドフォード公と共にボーヴェ司教ピエール・コーションと相談、ジャンヌの牢獄の鍵の預かり人の1人となり、1431年4月に一時病気になったジャンヌ治療のため医者を派遣、5月の異端裁判にも臨席するなどジャンヌの動向に気を配った。
12月16日、パリのノートルダム大聖堂でヘンリー6世の戴冠式を執り行ったが、民衆の評判が悪くフランス優勢の流れを変えられなかった。1435年7月にフランス・イングランド・ブルゴーニュ間で和平会談が行われるとイングランド代表として出席したが、折り合いを付けられずフランスとの交渉は決裂、フランス・ブルゴーニュが和睦（アラスの和約）、一層イングランドが不利になった。交渉中の9月にベッドフォード公が急死したことも痛手で、1439年のフランスとの会談も失敗した。

### ボーフォート派の勢力拡大
これ以後は徹底抗戦の不利を悟り、ヘンリー6世の信任を得て和平派としてフランスとの和睦を推進、抗戦派のグロスター公・ヨーク公リチャードらと対立した。派閥強化と抗戦派の排除も行い、1440年にグロスター公らの反対を押し切り、和平の一環として捕虜のオルレアン公シャルルを釈放、翌1441年にグロスター公を醜聞に引っ掛けて宮廷出仕を禁じた。
1442年には甥のサマセット公ジョン・ボーフォートをガスコーニュ方面司令官に登用してノルマンディー総督のヨーク公を牽制、1444年にフランスと交渉してヘンリー6世とマーガレット・オブ・アンジューの婚約を成立、2年間の休戦条約（トゥール条約）も結んだサフォーク伯ウィリアム・ド・ラ・ポールに目を付け、1445年に彼に権限の大部分を委譲して後見を行った。サマセット公は1444年に急死したが後を継いだ弟のエドムンド・ボーフォートも登用、1445年にノルマンディー総督をヨーク公からサマセット公へ交代させた。
1447年2月、ヘンリー6世の命令でグロスター公は逮捕され獄死した。2ヵ月後の4月にボーフォート枢機卿も高齢のため死去、ボーフォート派はサフォーク公とサマセット公に受け継がれ、ヘンリー6世夫妻に重用され権勢を振るった。だが、専制に走り和平外交が失敗したことでフランスの更なる攻勢とヨーク公ら反対派の怒りを招き、やがて百年戦争の敗北と薔薇戦争の勃発の遠因となった。

## 登場作品
- 乙女戦争 ディーヴチー・ヴァールカ